# Campo de públicas
Campo de Públicas é uma expressão utilizada por professores, pesquisadores, estudantes, egressos-profissionais e dirigentes de cursos de Administração Pública, Gestão Pública, Ciências do Estado, Gestão de Políticas Públicas e Gestão Social e Política Públicas, de universidades brasileiras, para designar, essencialmente, um campo multidisciplinar de ensino, pesquisa e fazeres tecnopolíticos, no âmbito das Ciências Sociais Aplicadas e das Ciências Humanas, que se volta para assuntos, temas, problemas e questões de interesse público, de bem-estar coletivo e de políticas públicas inclusivas, em uma renovada perspectiva republicana ao encarar as ações governamentais, dos movimentos da sociedade civil organizada e das interações entre governo e sociedade, na busca do desenvolvimento socioeconômico sustentável, em contexto de aprofundamento da democracia.